# Martillo de oro
Un martillo de oro (o martillo dorado) es cualquier herramienta, tecnología, paradigma o similar cuyos partidarios ensalzan de manera exagerada. Predicen que resolverá múltiples problemas, incluso aquellos para los que obviamente no es adecuada. De la misma forma que un martillo de oro físico sería bastante impresionante pero prácticamente inútil, puesto que el oro es un metal relativamente maleable.
El concepto tiene mucha relación con la frase "Cuando la única herramienta que tienes es un martillo, todo problema comienza a parecerse a un clavo". La frase evoca la imagen mental de un niño que ha obtenido su primer martillo y unos pocos clavos. Clavar los mismos le produce gran satisfacción, y cuando se le han acabado, entonces todas las demás cosas empiezan a parecer clavos — está tentado de clavar cosas que no son clavos porque hacerlo también sería divertido y fácil. Aplicando la misma idea al mundo de las herramientas y tecnologías, suele ser normal que intentemos reutilizar en nuevos proyectos una tecnología o herramienta que nos haya resultado útil en un pasado, pese a que ya no sea la más adecuada.
Por ejemplo, cuando una empresa está llena de ingenieros, se tiende a usar la ingeniería para resolver problemas. Cada decisión se reduce a un problema de lógica simple. Esto significa la eliminación de toda subjetividad y tener en cuenta solamente los datos.
El antónimo de martillo de oro es "usar la herramienta adecuada para cada cosa", regla que irónicamente puede convertirse también en un martillo de oro.

## Historia
El primer uso registrado del concepto corresponde a Abraham Kaplan, en 1964: lo llamó la ley de la herramienta, y se puede formular como sigue: "Si le das a un niño un martillo, le parecerá que todo lo que encuentra necesita un golpe".
Otros usos de este concepto, también llamado el Martillo de Maslow, y popularmente formulado como "si sólo tienes un martillo, todo parece un clavo", provienen del libro de Abraham Maslow "The Psychology of Science", publicado en 1966.